# 裳

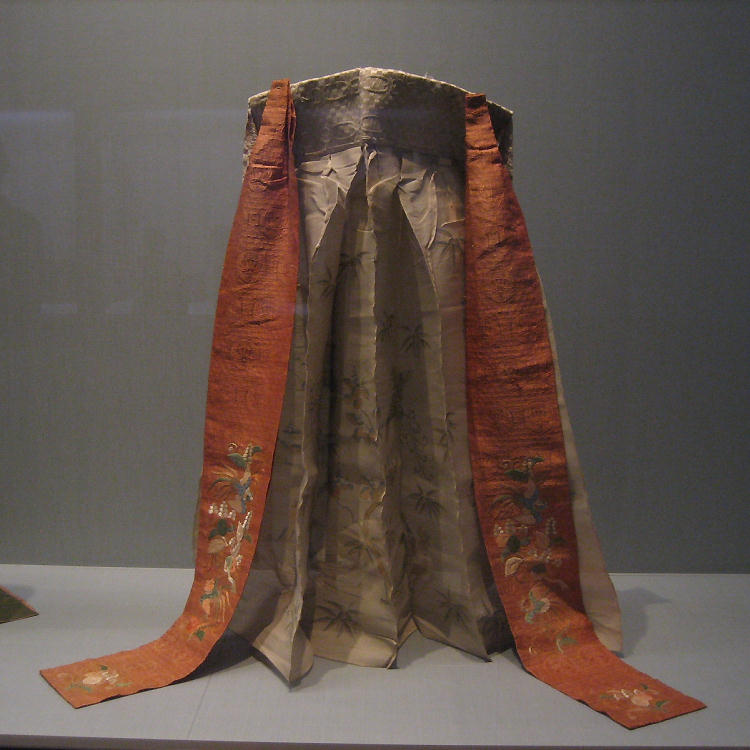
江戸時代・19世紀制作（東京国立博物館所蔵）

裳（も）は十二単を構成する着物の一つである。

## 構造
腰のベルトとなる二本の小腰、袴の腰板のような大腰、後ろに引きずる紐のような二本の引腰とプリーツスカートのような裳の本体で構成される。

## 着用法
現在の着用法では唐衣を羽織ってから最後に腰に結ぶ。大腰を唐衣に当てるようにして固定し、小腰を前に回して形よく結ぶ。単、袿、打衣、表衣を固定するベルトとしての役割がある。
平安時代は裳を着用してから唐衣を羽織っていたらしい。

## 歴史

### 平安時代以前
日本に昔からあった女性の下着である腰巻と、中国・朝鮮半島から伝わった褶（ひらみ）が一体化した物という説がある。
『延喜式』によると、季節によって単の裳と袷の裳があり、また表裳と下裳と2種類の裳を着用するよう定められたが、律令制の崩壊と国風文化の興隆により単の裳だけになっていったと見られる。また、本来巻スカートの様にして着用していたが、後ろに長く引きずるようになったのは平安中期からである。
この頃の裳は八幅の生地（八枚の細長い生地）を横についで作り、頒幅（あがちの）という短い生地がその左右につく形になっていた。これはかつて裳を巻スカートのように着用していた時代に、長い裳の裾を踏まないようにした名残とされる。ただし下仕の裳には頒幅をつけない例であった。頒幅は鎌倉時代には廃れてしまい、伊勢神宮や熱田神宮の御神宝にだけその形式が残った。
裳は平安時代十二単の中で一番ポイントとなる物であり、自分より身分の高い人、或いは目上の者の前に出る場合は裳は必ず着用せねばならなかった。『枕草子』では急な一条天皇のお出ましに略装でくつろいでいた女房が慌てて唐衣や裳を着用するというエピソードがあり、『源氏物語』「若菜上」では明石の御方が他の源氏の妻達に遠慮して唯一裳をまとって登場する場面がある。

### 鎌倉〜室町時代
上記で述べた頒幅の形骸化に見えるように鎌倉時代には裳の簡略化が進んでいった。宮中でも通常は五衣などの重ね袿に代えて上臈女房なら二衣、その他は薄衣といったものを羽織るのが一般化し、唐衣は天皇・東宮の御所では略さなかったものの、裳は使用しないことが増えた。そして鎌倉後期には、着脱が容易なように腰で結ぶ小腰をゆるく結んで肩にかける、いわゆる掛帯（懸帯）式の裳が成立していたことが絵画史料から知られる（奈良国立博物館蔵普賢菩薩十羅刹女像・時代不同歌合絵巻ほか）。しかしこの時点では着用方法の変化は顕著ながら、仕立てなどはそれまでと大きくはかわらない緩慢な変化であった。
ところが応仁の乱が勃発、これによって公家が離散し宮中の祭儀が行われなくなったことで、裳の形式や扱い方が伝承されなくなってしまった。

### 江戸時代
徳川和子の後水尾天皇入内をきっかけとして十二単の着用に関して研究が進められたが、その結果出来た物は以前の物とは異なり、裳の長さは極端に短くなり、床すれすれの長さであった。また纐纈裳（こうけちのも）という束帯の別裾のような裳を更に着用することになったのもこの前後からとされる。これらの裳は掛帯という裳についた2本のサスペンダーのような物を肩から掛け、胸の辺りでしばることで着用した。この掛帯も鎌倉時代のそれが小腰の形式のままであったのに対し、近世のものは幅が広く、着用者の身分により異なる刺繍をくわえた。生地は必ず唐衣と同じものを使用する例になっている。近世の掛帯式の裳は本体がとても短いのに比して引腰は極端に長く、一箇所をたるませて仮止めし、輪を作るという慣習があった。
この装束を作る一連の有職故実の「復興」は「寛永のご再興」と言われたが、平安時代の貴族文化最盛期の形式には遙か及ばない物であった。その後、何回かの修正を経て天保12年に現在の形式に落ち着いた。この様式は鎌倉時代の「春日権現験記」絵巻を主な資料とし、もっぱらその再現を意図したものである。ただし『山科言成卿記』では天保の末年の記事に再興の裳の調進は記されず、弘化二年に調進されたのが最初のようである。

## 小腰の用法
裳を構成する重要な装飾である「小腰」は時代により用法が大きく変化した。

### 引腰と小腰
現在の着用法では小腰で腰に裳をしばり、引腰は後ろに引きずるようにしているが、元来は小腰は存在せず、引腰で裳を腰にしばったのである。引腰は装飾的な裙帯（くんたい）であったが、装飾性が高まった結果、結びやすい小腰を別につけることになったのであろう。小腰は「源氏物語絵巻」などによると、現在の形式のように直接に縫い付けたものでなく、大腰の端に小さな輪をつけ、引腰をむすびつけていたことがわかる。つまり取り外し可能な仮の物だったのである。この取り付け方は奈良国立博物館蔵普賢菩薩十羅刹女像に見える初期の掛帯式の裳でもかわらず、さらに近世の掛帯式の裳でも同じであった。皮肉なことに、天保の復古様式の「再興」により伝統的な取り付け方が絶えて、現行の縫い付け式になったのである。「再興」は古式の復活であると同時に、細部に残されていた伝統を断絶させてしまうこともあったという一例である。

### 小腰の変化
鎌倉時代以降、室町中期の記録で裳を略すことを「小腰をかけず」と表記する（雲居の御法）ことで表されるように裳の小腰が「腰で結ぶ」ものから「肩に掛ける」ものになっても、依然「小腰」の呼称は失われなかった。
小腰の素材については古くはほとんど記録が無い。絵画資料による限り、平安・鎌倉時代の小腰は組紐でなかったかと思われる表現が普通である。北山院（足利義満夫人・後小松天皇准母）の入内（正式参内）の記録によると供奉の多くの女房の小腰が唐衣と同じ色と記されており、この頃から小腰が注目され始め、同時に唐衣と配色をあわせる風習が成立しはじめていたことをうかがわせる。
なお、平安後期の雑仕（下仕よりも下の下女）の盛装に懸帯というものがあるが、裳の掛帯とは別のようである。このほか物詣の女性が首からかける赤い守り紐も「かけおび」というがやはり別のものである。

## 裳袴
中世を舞台にした大河ドラマでしばしば庶民の女性が着物の上にプリーツスカートのような物を着用しているが、これは「しびらだつ物」「裳袴」と言われる物で、裳と起源は同じ物とされる。ちなみにこの「しびらだつ物」を着るのがこの時代の庶民の女性の礼装であった。
また、明治18年（1885年）9月の華族女学校開校時に、女子教員と生徒が裳袴をはいたのをきっかけとして、裳袴はその後女子教師・女生徒の制服として広まった。華族女学校で裳袴を採用した理由は、頻繁に来校する皇后に対して袴なしでは礼容を欠くためと、体操や椅子の腰掛けには袴がないと不便であるというものだった。裳袴の形の源泉は宮中の緋袴で、その色を変えて紐を二本にし、利便性から襠（まち）を除いてひだを多くし、古代の裳の作り方を参考にしたという。このような襠なし袴は江戸諸城門番士の下番が袴を軽くするために襠を除いたとあり、江戸時代の労働着の一つとしてすでにはかれていたが、宮中のイメージが加わることにより新しい袴として流行した。裳袴は行燈袴、まち無し袴とも呼ばれた。

## 補注
1. ↑  実際は四幅（＝四枚）の生地を、少し斜めに半分に裁って、幅の狭い側を上に、広い側を下にして継いで、腰まわりが狭く、裾まわりが広くなるように工夫していた
2. ↑  “しもづかえ”、殿中で雑役に従う女子。一般女房とは区別された
3. ↑  『とはずがたり』、『竹向が記』ほかから窺われる
4. ↑  桐・鳳凰が最高で、その下に花唐草などがあった
5. ↑  「玉葉」・「玉蘂」の女御入内前の着裳の儀の記事によると、鎌倉初期でも正式には（儀礼的に特殊な場合であるが）引腰で結んだことがわかる
6. ↑  裙はスカート
7. 1 2 3 4 5  明治後期小学校女子教師の服装について : 裳袴・筒袖を中心にして岩崎雅美 (日本家政学会, 1993-01-15) 日本家政学会誌. 44(1)